# Safety Col
Safety Col är ett bergspass i Antarktis. Det ligger i Västantarktis. Argentina, Chile och Storbritannien gör anspråk på området. Safety Col ligger 185 meter över havet.
Terrängen runt Safety Col är huvudsakligen kuperad, men österut är den bergig. Havet är nära Safety Col norrut. Trakten är obefolkad. Det finns inga samhällen i närheten. 